# Матс Сундін
Матс Сундін (швед. Mats Johan Sundin) — шведський хокеїст. Народився 13 лютого 1971 року в столиці Швеції Стокгольмі. Триразовий чемпіон світу. Олімпійський чемпіон Турину.

## Біографія

### Кар'єра
Професійну кар'єру розпочав в сезоні 1989—1990 виступами у команді Юргорден і одразу став чемпіоном швеції з хокею. В 1989 році на драфті новачків НХЛ команда Квебек Нордікс обрала Матса під першим загальним номером. Таким чином швед став першим європейцем обраним під першим номером на драфті НХЛ. Вже з сезону 1990—1991 Сундін почав грати в Північній Америці. Після чотирьох сезонів проведених за «Квебек», був обміняний в іншу канадійську команду Торонто Мейпл Ліфс. Мав розпочинати сезон 1994—1995 років в Торонто, але через локаут початок сезону в НХЛ затримався і Сундін тимчасово повернувся до столичного «Юргордена». Після відновлення чемпіонату, одразу став лідером команди за кількістю набраних очок. За наступні 13 сезонів, що були проведені Матсом у складі «Торонто» він 12 разів ставав найкращим бомбардиром команди за підсумками регілярної частини сезону НХЛ. За цей час встиг стати не тільки легендою місцевої команди і улюбленцем глядачів, а й найкращим бомбардиром «Торонто» за всі часи виступів команди в НХЛ, найкращим голеадаром та другим асистентом. На початку сезону 2006—2007 років забив свою 500-у шайбу в НХЛ, ставши першим шведом, котрий досяг такого результату. Після закінчення контракту з «Мейпл Ліфс» в 2008 році, взяв час на роздуми щодо подальшої кар'єри. В середині сезону 2008—2009 років вирішив підписати контракт на один рік з «Ванкувер Канакс».

## Досягнення

### Рекорди
- Рекордсмен НХЛ за кількістю голів забитих в овертаймі матчів регулярного сезону (15, рівний показник з Яромиром Ягром, Сергієм Федоровим і Патріком Еліашем)
- 20 місце за кількістю забитих шайб в історії НХЛ (564, рівний показник з Джо Нуіндайком)
- 32 місце за кількістю зроблених результативних пасів в історії НХЛ (785)
- 25 місце за кількістю набраних очок в історії НХЛ (1349)

### Нагороди
- Чемпіон Швеції 1990
- Найкращий гравець чемпіонату світу 1992, 2003
- Найкращий бомбардир Олімпіади в Солт-Лейк-Сіті 2002
- Чемпіон світу 1991, 1992, 1998
- Олімпійський чемпіон 2006

## Статистика
| Сезон                        | Клуб                         | Ліга                         | Регулярна першість           | Регулярна першість           | Регулярна першість           | Регулярна першість           | Плей-оф | Плей-оф | Плей-оф | Плей-оф |
| Сезон                        | Клуб                         | Ліга                         | І                            | Г                            | П                            | О                            | І       | Г       | П       | О       |
| ---------------------------- | ---------------------------- | ---------------------------- | ---------------------------- | ---------------------------- | ---------------------------- | ---------------------------- | ------- | ------- | ------- | ------- |
| 1989-1990                    | Юргорден                     | Elitserien                   | 34                           | 10                           | 8                            | 18                           | 8       | 7       | 0       | 7       |
| 1990-1991                    | Квебек Нордікс               | НХЛ                          | 80                           | 23                           | 36                           | 59                           | -       | -       | -       | -       |
| 1991-1992                    | Квебек Нордікс               | НХЛ                          | 80                           | 33                           | 43                           | 76                           | -       | -       | -       | -       |
| 1992-1993                    | Квебек Нордікс               | НХЛ                          | 80                           | 47                           | 67                           | 114                          | 6       | 3       | 1       | 4       |
| 1993-1994                    | Квебек Нордікс               | НХЛ                          | 84                           | 32                           | 53                           | 85                           | -       | -       | -       | -       |
| 1994-1995                    | Юргорден                     | Elitserien                   | 12                           | 7                            | 2                            | 9                            | -       | -       | -       | -       |
| 1994-1995                    | Торонто Мейпл Ліфс           | НХЛ                          | 47                           | 23                           | 24                           | 47                           | 7       | 5       | 4       | 9       |
| 1995-1996                    | Торонто Мейпл Ліфс           | НХЛ                          | 76                           | 33                           | 50                           | 83                           | 6       | 3       | 1       | 4       |
| 1996-1997                    | Торонто Мейпл Ліфс           | НХЛ                          | 82                           | 41                           | 53                           | 94                           | -       | -       | -       | -       |
| 1997-1998                    | Торонто Мейпл Ліфс           | НХЛ                          | 82                           | 33                           | 41                           | 74                           | -       | -       | -       | -       |
| 1998-1999                    | Торонто Мейпл Ліфс           | НХЛ                          | 82                           | 31                           | 52                           | 83                           | 17      | 8       | 8       | 16      |
| 1999-2000                    | Торонто Мейпл Ліфс           | НХЛ                          | 73                           | 32                           | 41                           | 73                           | 12      | 3       | 5       | 8       |
| 2000-2001                    | Торонто Мейпл Ліфс           | НХЛ                          | 82                           | 28                           | 46                           | 74                           | 11      | 7       | 6       | 13      |
| 2001-2002                    | Торонто Мейпл Ліфс           | НХЛ                          | 82                           | 41                           | 39                           | 80                           | 8       | 2       | 5       | 7       |
| 2002-2003                    | Торонто Мейпл Ліфс           | НХЛ                          | 75                           | 37                           | 35                           | 72                           | 7       | 1       | 3       | 4       |
| 2003-2004                    | Торонто Мейпл Ліфс           | НХЛ                          | 81                           | 31                           | 44                           | 75                           | 9       | 4       | 5       | 9       |
| 2005-2006                    | Торонто Мейпл Ліфс           | НХЛ                          | 70                           | 31                           | 47                           | 78                           | -       | -       | -       | -       |
| 2006-2007                    | Торонто Мейпл Ліфс           | НХЛ                          | 75                           | 27                           | 49                           | 76                           | -       | -       | -       | -       |
| 2007-2008                    | Торонто Мейпл Ліфс           | НХЛ                          | 74                           | 32                           | 46                           | 78                           | -       | -       | -       | -       |
| 2008-2009                    | Ванкувер Канакс              | НХЛ                          | 41                           | 9                            | 19                           | 28                           | 8       | 3       | 5       | 8       |
| Всього в НХЛ                 | Всього в НХЛ                 | Всього в НХЛ                 | 1346                         | 564                          | 785                          | 1349                         | 91      | 38      | 44      | 82      |
| Всього на чемпіонатах світу  | Всього на чемпіонатах світу  | Всього на чемпіонатах світу  | Всього на чемпіонатах світу  | Всього на чемпіонатах світу  | Всього на чемпіонатах світу  | Всього на чемпіонатах світу  | 49      | 25      | 31      | 56      |
| Всього на Олімпійських іграх | Всього на Олімпійських іграх | Всього на Олімпійських іграх | Всього на Олімпійських іграх | Всього на Олімпійських іграх | Всього на Олімпійських іграх | Всього на Олімпійських іграх | 16      | 11      | 9       | 20      |